# Ігнатченко Андрій Юрійович
Андрій Юрійович Ігнатченко (рід. 25 грудня 1987, Кривий Ріг) — український музичний продюсер, композитор, аранжувальник, автор пісень, засновник студії звукозапису «Iksiy Music», співавтор музики пісень української групи «KAZKA», в тому числі відомої пісні «Плакала».

## Біографія
Андрій Ігнатченко народився 25 грудня 1987 року в місті Кривий Ріг.
Закінчив криворізьку музичну школу № 7 по класу вокалу.
У 2009 році закінчив Київське вище музичне училище ім. Глієра та Національну академію керівних кадрів культури і мистецтв. Паралельно з навчанням працював на студіях звукозапису аранжувальником і саунд-продюсером.
У 2010 році заснував свою студію звукозапису «Iksiy Music».
В цей час почав співпрацювати, як автор, композитор, і аранжувальник, з популярними виконавцями України та Росії, серед яких — Анна Сєдокова, Наташа Корольова, Борис Моїсеєв, Міка Ньютон, Тетяна Котова, Стас Шурінс, Emin, Elvira T, Varda, Сергій Звєрєв, David, група «НеАнгели», група «Nikita» та інші.
Навесні 2018 року група KAZKA випустила дебютний альбом «Karma», над яким працювала команда Iksiy Music. Андрій Ігнатченко і Сергій Єрмолаєв були саунд-продюсерами альбому і композиторами 7 з 10 треків, серед яких, найпопулярніші сингли групи: «Свята», «Плакала», «Дива» та інші.

## Роботи

### Аранжування
- Наташа Корольова і Олександр Маршал — «порочний я тобою»
- Наташа Корольова — «Абрикосові сни», «Я втомилася …»
- Слава — «Стиглий мій»
- Таїсія Повалій — «Твоїх рук рідні обійми», «Чай з молоком», «Серце — будинок для любові»
- Зара — «Цей рік любові»
- Валерія — «Формула щастя»

### Продакшн
- Ірина Круг — «Проміжки любові»
- Наташа Корольова — «Осінь під ногами на підошві …»
- Тамара Гвердцителі — «Орієнтир любові»

### Композитор
- Пісня «Прикольна (Бетмен)» — «MMDANCE» [1]
- Пісні групи «KAZKA».
- 2018 — Soyana — Мата Харі
- 2019 — Soyana — Bora Bora
- Sasha Ray — «Світ в тобі потоне»
- 2015 — Наташа Корольова — Мамулі (муз. І слова)
- 2015 — Борис Моїсеєв — Вишні

### Поет
- Emin — Поруч Прокинутися
- Влада Яковлева — Чи не Забувай (співавтор)

## Дискографія
група «KAZKA» — композитор
- 2018 — Karma
- 2019 — Nirvana

Наташа Корольова — композитор і поет
- 2015 — «Магія Л»

Iksiy
- 2020 — Indrani

## Нагороди та номінації
- 2017 — пісня «Свята» увійшла в топ-10 найбільш ротованих пісень за версією українського сервісу FDR MEDIA, посівши 9 місце. Також група стала «Відкриттям року» за їхньою версією.
- 2018 — «Краща пісня поп-групи» («Свята») та «Кращий дебют» на думку Країна ФМ.
- 2018 — Пісня «Плакала» вперше в історії української музики потрапила в Топ-10 світового хіт-параду сервісу Shazam.
- 2018 — Пісня «Плакала» названа «Хітом року» за версією M1 Music Awards.